# Matthias Wolk
Matthias Wolk (* 26. Oktober 1970 in Bielefeld) ist ein deutscher Medienunternehmer, Journalist und TV- und Radiomoderator.

## Leben
Matthias Wolk wurde in Bielefeld geboren. Nach dem Abitur 1990 studierte er Soziologie an der Universität Bielefeld und danach Journalismus an der Universität Hamburg. Bereits während seines Studiums arbeitete er als Hörfunkmoderator und Redakteur bei Radio Hamburg und Radio NRW lokal. Sein Volontariat absolvierte er bei ProSieben in München.
Von 2005 bis 2011 arbeitete Matthias Wolk für den WDR und moderierte unter anderem die Sendungen Schön hier, Daheim & Unterwegs und Lokalzeit OWL. Mit seiner Firma WolkTV (2001–2011) produzierte er außerdem Formate für diverse TV-Sender, zum Beispiel die Reportage Reihe Wolks Welt, die auf Kabel eins ausgestrahlt wurde.
2012 gründete er die B2B-Videoagentur realTV group, deren geschäftsführender Gesellschafter Matthias Wolk derzeit ist. Die Firma sitzt in Hamburg und Bielefeld. Sie ist spezialisiert auf Filmformate für Unternehmen und Livestreamings. Im Juli 2017 gründete Wolk gemeinsam mit Tim B. Frank die Firma VRtual X, eine Produktionsfirma für Virtual Reality, Augmented Reality, 360°-Filme und virtuelle Events, mit einer eigens entwickelten Software-Plattform Lea X. In Kooperation der Schwesterfirmen entstehen 360-Grad-Videos und Virtual-Reality-Produkte.
Seit 2018 ist Matthias Wolk Mitglied im Team von nextReality.Hamburg, ein Verein zur Förderung der VR- und AR-Szene in Hamburg, dessen Vorstand er aktuell ist. Als Dozent ist er immer wieder zum Thema Online Videos an der Hamburg Media School tätig.
Seit 2017 ist er Vorstand der „Was Tun Stiftung“ für gesellschaftliches Engagement, eine gemeinnützige Stiftung mit Projekten in Hamburg, die er zusammen mit Freunden gegründet hat. Er lebt in Hamburg und Hohwacht (Ostsee), ist verheiratet und hat zwei Töchter.

## TV-Moderationen

### Ehemalig/Einmalig
- 2008–2011 Schön hier, WDR
- 2006–2011: Daheim & Unterwegs, WDR
- 2009: Wolk in Namibia, Reportage-Reihe
- 2008: Wolk auf Island, Reportage-Reihe
- 2007: Wolk im Eis, WDR
- 2006–2008: Lokalzeit OWL, WDR
- 2005: Wolks Welt, Kabel eins
- 2003: Ab ins Abenteuer, MDR
- 2002: Außenreporter bei Was passiert wenn, ARD
- 2001: sms Quiz, RTL II
- 2001: Auf Touren, Auto- und Reisemagazin MDR und SFB
- 2000–2001: Singles 2000, tm3
- 1996: ARD-Olympia-Express, ARD

## Publikationen
- Schön hier! Die besten WDR-Freizeittipps für Nordrhein-Westfalen. J.P. Bachem Verlag, Köln 2010, ISBN 978-3-7616-2346-6.

## Preise und Auszeichnungen
- 2021 ausgezeichnet mit dem Recognition Award bei den IAPCO Driving Excellence Awards
- 2010 nominiert bei den IP-TV Awards
- 2009 Preisträger bei den Lead Awards
- 1996 ARD-Nachwuchsmoderator